# El Cardoso de la Sierra
El Cardoso de la Sierra település Spanyolországban, Guadalajara tartományban. El Cardoso de la Sierra Cerezo de Arriba, Riofrío de Riaza, Cantalojas, Majaelrayo, Campillo de Ranas, Puebla de la Sierra, La Hiruela, Montejo de la Sierra, Somosierra és Santo Tomé del Puerto községekkel határos. Lakosainak száma 50 fő (2024).

## Népesség
A település népessége az utóbbi években az alábbiak szerint változott:
| Lakosok száma | 93   | 75   | 69   | 71   | 77   | 70   | 63   | 60   | 56   | 50   |
|               | 2001 | 2004 | 2006 | 2009 | 2011 | 2014 | 2016 | 2019 | 2021 | 2024 |